# Andrógino (mitologia)

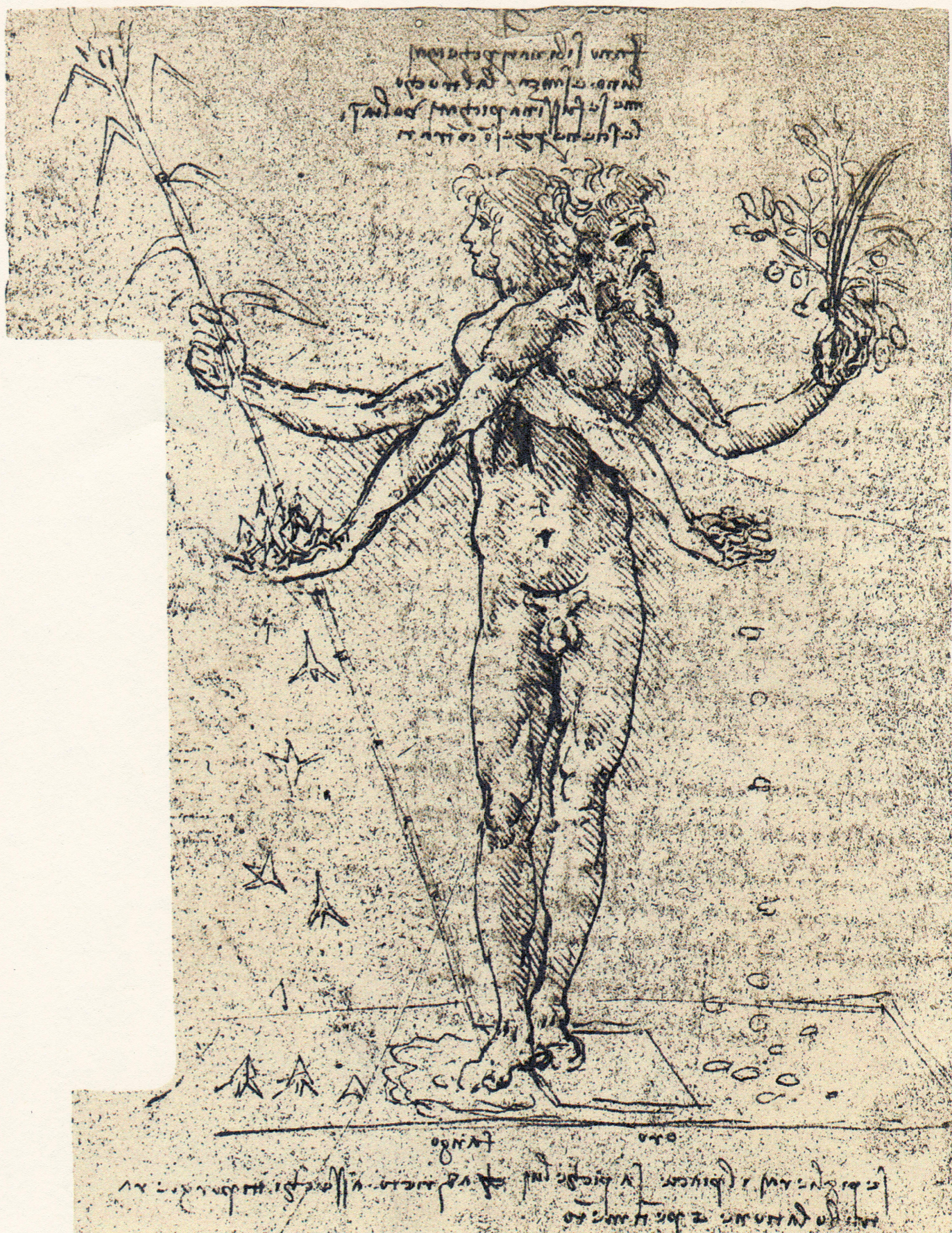
Leonardo da Vinci: arte desconhecida de um corpo andrógino de duas cabeças.

Andrógino (em grego clássico: ἀνδρόγυνος; romaniz.: andrógynos, literalmente “o masculino feminino”, plural em grego:  ανδρόγυνοι, transl.: andrógynoi) é um termo do grego antigo que desempenha um papel particular na mitologia literária. A palavra é composta por ἀνήρ anḗr (genitivo ἀνδρός andrós) "homem" e γυνή gynḗ "mulher".
Originalmente, o termo se referia apenas a homens feminizados "os femininos", como os cartomantes mencionados nas histórias de Heródoto com os citas. Em Platão, a palavra aparece pela primeira vez com um novo significado: na sua linguagem, andróginos são seres míticos que são andróginos, ou seja, têm características sexuais masculinas e femininas.

## O mito platônico
O termo tornou-se amplamente conhecido na antiguidade através do mito dos seres esféricos, que Platão conta em Simpósio, diálogo literário e ficcional. Esta é a evidência mais antiga de andrógino, no sentido de androginia. Platão inventou o próprio mito e usou velhos motivos míticos. A ideia central também ocorre em mitos não europeus.
O narrador ficcional de Platão é o poeta cômico Aristófanes. Ele participa do banquete, cujo curso o diálogo descreve. Cada participante discursa sobre Eros, que é o assunto da reunião. O discurso de Aristófanes oferece uma explicação mítica para o surgimento do desejo erótico. Segundo o mito, os seres humanos originalmente tinham torsos esféricos e quatro mãos e pés e duas faces em uma cabeça. Em seu alto astral, eles queriam invadir o céu. Por isso, Zeus os puniu, cortando cada um deles ao meio. Essas metades são as pessoas de hoje. Eles sofrem de sua incompletude; todo mundo está procurando a outra metade perdida. O desejo pela totalidade anterior é mostrado na forma de desejo erótico, que visa a unificação. Alguns seres esféricos eram puramente masculinos, outros puramente femininos, e outros ainda — os andróginos — tinham metade masculina e feminina. O puramente masculino teve origem no Sol, o puramente feminino, na Terra, e o andrógino, na Lua. Com essa natureza diferente dos seres esféricos, Aristófanes de Platão explica as diferenças na orientação sexual. Os originalmente andróginos são neste mundo os heterossexuais : a metade masculina busca a sua metade feminina, e vice-versa. Aqueles seres que eram puramente masculinos e puramente femininos, são neste mundo os homens homossexuais e as lésbicas, respectivamente.
Aristófanes de Platão, que é homoerótico, expressa sua apreciação pelos homoerotistas que emergiram dos seres esféricos puramente masculinos. Em relação aos andróginos, ele observa com desdém que a maioria dos adúlteros lhes pertence. Ele assume que eles têm uma tendência ao vício sexual e uma correspondente falta de fidelidade. Ele também menciona que em seus dias andróginos era usado apenas como insulto. De fato, a palavra tinha um significado desdenhoso no uso normal ("homem feminino", "covarde").

## Recepção do mito
Intérpretes judeus da criação relatam no primeiro livro de Moisés, segundo o qual Deus criou o homem "como homem e mulher" ou "como homem e mulher", o mito platônico na interpretação da passagem, uma vez que eles são uma analogia entre o andrógino de Platão. e viu Adão o primeiro homem. De acordo com a interpretação andrógina, antes da divisão através da criação de Eva, Adão tinha uma natureza masculina e feminina.
O pai da igreja, Eusébio de Cesaréia, disse que Platão conhecia o relato bíblico da criação e o usava em seu simpósio, mas ele não o entendeu corretamente.
Uma nova recepção começou no Renascimento. O influente humanista Marsilio Ficino publicou sua tradução em latim do simpósio de Platão em Florença em 1484. Ele também escreveu para um comentário em latim em forma de diálogo, o Commentarium no convivium Platonis de amore, que geralmente curto De amore - chamado - sobre o amor. Este trabalho, também impresso em 1484, também foi distribuído em uma versão italiana (toscana) intitulada El libro dell'amore. Esta é a primeira vez desde o final da antiguidade que o mito platônico da androginia se tornou acessível a um público amplo e educado da leitura na Europa Central e Ocidental. No comentário, Ficino evitou a expressão andrógina e interpretou os três sexos das pessoas esféricas alegoricamente. Ao concebê-los como símbolos para três tipos de alma diferentemente predispostos e atribuir às almas “mistas” (homem-mulher) a virtude da justiça como um presente divino, ele evitou o relacionamento físico-sexual que era ofensivo na época. Ele também interpretou a divisão dos Androgynoi em termos cristãos como uma representação alegórica da separação da alma apóstata do reino divino: devido à queda da alma, a alma se separou da sua metade divina e, desde então, não tem mais a luz divina, mas apenas a luz natural. No entanto, através de Eros (Amor), o princípio que cria a unidade, ele pode recuperar sua perfeição original. Com a neutralização dos afetos sexuais, Ficino adaptou o mito às exigências das normas de comportamento da corte prevalecentes e a uma interpretação cristã de Platão. Isso permitiu a recepção judicial do motivo androgênico.
Na França, a recepção literária começou em 1534 com o romance Gargantua, de François Rabelais. Lá, o emblema na tampa do jovem gigante Gargantua mostra um andrógino que, ao contrário da descrição de Platão, tem duas cabeças que olham para dentro. Rabelais recebeu a sugestão diretamente do simpósio, ao qual se referiu expressamente; o texto grego estava diante dele.

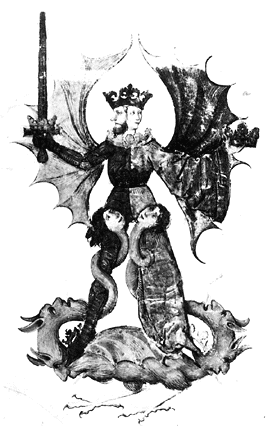
‎A imagem ‎‎de andrógio-alquímico‎‎ Rebis do século‎‎ XV‎‎ ‎‎da‎‎ coleção da Biblioteca Estadual da Baviera‎

Na primeira metade do século XVI, o mito foi usado literariamente, especialmente na área da rainha Margarida de Navarra. A rainha, que emergiu como escritora e poeta, percebeu o motivo de saudade em seu poema Les presídios, baseando-se na interpretação de Ficino. Ela também incluiu em seu heptamer, uma coleção de histórias, uma discussão sobre como encontrar a metade perdida. Um dos veículos culturais promovidos por Margarete foi o poeta Antoine Héroet, que tratou do assunto em seu poema L'Androgyne de Platon, em 1542, com base na tradução do simpósio de Ficino. Na obra muito popular de Héroet - quinze edições são documentadas entre 1542 e 1568 - o mito é adaptado à vida na corte. As relações eróticas muitas vezes mutáveis dos nobres cortesãos recebem uma base e justificativa mítica: elas aparecem como tentativas das metades separadas dos seres esféricos andróginos de encontrar a metade perdida novamente. Os erros inevitáveis explicam e desculpam a infidelidade na parceria. A popularidade da poesia de Héroet fez com que a palavra andrógino fosse incluída no vocabulário dos educados como substantivo e adjetivo em francês, e em meados do século XVI começou a descrever o cônjuge ou um ente querido como "minha metade". Vários poetas mostraram interesse no assunto, incluindo Bonaventure des Périers, secretária da rainha Margarete. Em seu poema Blason du nombril, que apareceu postumamente em 1550, ele lidou com o destino dos andróginos platônicos. Des Périers considerou o castigo como uma medida muito dura da divindade. Na poesia francesa do século XVI também foi a ideia de que o casamento deveria ser considerado uma união de metades separadas.
O filósofo judeu Judá Abravanel discutiu o mito de Platão no terceiro livro de seu Dialoghi d'amore (diálogos sobre o amor) publicado em 1535 postumamente. Ele combinou a narrativa no Simpósio com sua interpretação do relato da criação no primeiro livro de Moisés. Ele interpretou a criação do homem "como homem e mulher" como uma afirmação sobre o homem pré-histórico, Adam, que, segundo seu entendimento, corresponde aos andróginos platônicos. De acordo com a interpretação do pensador judeu, a atribuição de Platão aos seres esféricos andróginos à lua resulta da posição intermediária da lua entre o sol e a terra. A lua como um símbolo da alma humana humana primitiva, a natureza medeia entre o sol, que representa o intelecto "masculino", e a terra, que é o símbolo da fisicalidade "feminina". Para Judá Abravanel, a divisão mítica dos seres esféricos em duas metades corresponde à criação de Eva a partir de uma das costelas de Adão, isto é, através da divisão do homem pré-histórico andrógino. Essa divisão de Adão é tomada como uma punição, como no mito platônico: Deus puniu um pecado original do primeiro homem, que já havia sido cometido antes do outono seguinte. O Adão inicialmente andrógino simboliza o amor espiritual de alta qualidade, que recebeu um aspecto físico somente através da separação de Eva.
Nos folhetos de amor italianos do século XIX, o andrógino platônico era frequentemente usado como auxílio à argumentação. Debates sobre a prioridade do amor espiritual sobre o desejo físico e sobre como lidar com paixões eróticas, bem como sobre a igualdade de gênero, eram uma expressão popular da cultura cortês da conversa. O conceito de androginia do mito serviu para ilustrar o ideal de um nobre amor espiritual e a igualdade de homens e mulheres no meio aristocrático. No diálogo de Pietro Bembo, Gli Asolani, a necessidade natural do erotismo deriva da metade das pessoas esféricas andróginas desmontadas e contradiz a tese de que o amor deve ser visto como um princípio de sofrimento.

## Literatura
- Achim Aurnhammer: Androgynie: Studien zu einem Motiv in der europäischen Literatur (novo episódio, volume 30). Böhlau, Colônia/Viena 1986, ISBN 3-412-01286-6
- Mário Jorge de Carvalho: Die Aristophanesrede in Platons Symposium: Die Verfassung Des Selbst. Königshausen & Neumann, Würzburg 2009, ISBN 978-3-8260-3782-5
- Robert Valentine Merrill, Robert J. Clements: Platonism in French Renaissance poetry. New York University Press, Nova York 1957, pp. 99-117, ISBN 9781258124700